# (2484) Parenago
(2484) Parenago es un asteroide perteneciente al cinturón de asteroides descubierto el 7 de octubre de 1928 por Grigori Nikoláievich Neúimin desde el observatorio de Simeiz en Crimea.
Está nombrado en honor de Pável Parenago (1906-1960), miembro de la Academia de las Ciencias de Moscú.